# 自然神学
自然神学（英文: Natural Theology）是仅用自然界的普通经验、感知、内省、历史、科学等，基于理性分析来论证神的存在，通常与启示神学相区别。 

## 简介
西方对自然神学最为活跃的讨论，发生在中世纪的晚期（大约1100-1400 C.E.）和现代早期（1600-1800 C.E.）。 在过去的几十年中，公共领域的自然神学辩论得以复兴：现在有一些机构在推广“智能设计理论”，流行的辩护教士课程，以及信徒和不可知论者之间的校园辩论。
以色列历史学家尤瓦尔·赫拉利是这样通俗地解释了自然神学。  世上真有神吗？这可能得看你想到的是哪个神。对你来说，神指的是宇宙间的奥秘还是掌管人世的秩序制定者？有时候，我们说到“神”，讲的是宇宙间有某种包罗万象、令人敬畏的谜团，是人类智慧所无法理解的事物。对于全宇宙最令人费解的诸多奥秘，我们都想用神来解释。例如，为何世间存在万物，而非一片虚无？到底是什么力量制定了物理学的基本定律？意识是什么，它来自何方？我们对这些问题的答案一无所知，于是就给这种无知冠上了神的名号。这种宇宙奥秘的神，最基本的特征就是我们没办法真的对他有什么具体描述。这种神属于哲学家，每当我们夜晚坐在篝火边，仰望夜空，思索人生意义的时候，我们所谈的神就是这一种。

## 自然神学的认识论基础
自然宗教或神学不仅限于对自然的经验性探究，也不会与泛神论的结果结合。 但是，它的确避免了吸引特殊的非自然才能（心灵感应，神秘经历）或超自然的信息来源（神圣的文本，神学的揭示，信条权威，直接的超自然交流）。 通常，自然宗教或神学（以下简称“自然神学”)与形而上学一样（见：形而上学#认识论基础），旨在坚持与其他哲学(包括无神论和不可知论)和科学事业相同的理性调查标准，并接受相同的评估和批评方法。

## 自然神学与启示神学的比较
自然神学与启示神学的推理基础是相对立的,其原因是吸引特殊的非自然才能或超自然的信息来源是启示神学的特有属性。自然神学可以分类成形而上学的一部分， 它与启示神学，基督教神学有本质的不同。 形而上学(包括自然神学)的研究仍然是受科学实践的成果约束的，或者说是受经验证据约束的。启示神学，基督教神学的推理假设及结论往往和经验证据相矛盾。

## 自然神学和科学的比较
自然神学和科学的相同点是两者都崇尚理性， 两者都可以用假设作为推理前提，其假设合理性都是被经验证据约束的。两者不同之处是，尽管两者都用缜密的逻辑推理，自然神学研究中的推理结果在往往无法用经验证据证明； 而一个研究被认为是科学的前提是其推理结果能用经验证据证明。但是，自然神学的研究仍然是受科学实践的成果约束的，或者说是受经验证据约束的。 

## 主要人物
- 在查理二世统治期间，托马斯·巴娄（英语：Thomas Barlow (bishop)）主教写了一本有关神的多重位格的书籍，

- 英国博物学家約翰·萊（John Ray，1627年－1705年）被尊为英国自然史之父，出版了许多关于植物、动物和自然神学的书籍。

- 托马斯·阿奎那是这个领域里的重要人物。但是，后来从自然神学发展出来的自然神论拒绝认可《圣经》经文和预言。

- 在1798年出版的《人口学原理》中，马尔萨斯在最后两个章节里阐述了自然神学和人口问题。

- 化学和自然史教授爱德华·希区柯克（Edward Hitchcock）也从事了自然神学的研究和写作。他试图从地质学入手，调和科学与神学。他在这一领域的主要著作是《地质学的宗教及其相关科学》。